# Penisola di Murav'ëv-Amurskij
La penisola di Murav'ëv-Amurskij (in russo полуостров Муравьёва-Амурского) si trova nel golfo di Pietro il Grande (parte del mar del Giappone). Si trova nel Territorio del Litorale, nel Circondario federale dell'Estremo Oriente. Sulla penisola si trova la città di Vladivostok. La penisola prende il nome dal diplomatico russo Nikolaj Nikolaevič Murav'ëv-Amurskij.
La penisola è bagnata a ovest dal golfo dell'Amur, a est dal golfo dell'Ussuri. Lo stretto del Bosforo orientale separa la penisola dall'isola Russkij, la più settentrionale dell'arcipelago dell'imperatrice Eugenia. La penisola si estende da nord-est a sud-ovest per circa 35 km. La larghezza va dai 13 ai 17 km e l'area è di 414 km² (compresi laghi e bacini artificiali).
Il punto più alto della penisola è il Sinjaja Sopka (Синяя Сопка), 474 m s.l.m, situato nella parte settentrionale. 
Una profonda insenatura si apre nella parte meridionale della penisola: la baia Zolotoj Rog. Sul lato orientale della penisola si trova la baia Lazurnaja, la più popolare e grande spiaggia della zona di Vladivostok.